# Bob Sweikert
Robert Charles 'Bob' Sweikert (Los Angeles, 1926. május 20. – Salem, Indiana, 1956. június 17.) amerikai autóversenyző, egyszeres indianapolisi 500-as győztes.

## Pályafutása

### Indy 500-as eredményei
| Év       | Autó     | Rajt     | Qual     | Helyezés | Cél      | Kör | Élen | Kiesés oka   |
| -------- | -------- | -------- | -------- | -------- | -------- | --- | ---- | ------------ |
| 1952     | 73       | 32       | 134.983  | 21       | 26       | 77  | 0    | Differential |
| 1953     | 51       | 29       | 136.872  | 11       | 20       | 151 | 0    | Radius rod   |
| 1954     | 17       | 9        | 138.206  | 22       | 14       | 197 | 0    | Flagged      |
| 1955     | 6        | 14       | 139.996  | 11       | 1        | 200 | 86   |              |
| 1956     | 1        | 10       | 143.033  | 12       | 6        | 200 | 0    |              |
| Összesen | Összesen | Összesen | Összesen | Összesen | Összesen | 825 | 86   |              |

| Rajtok    | 5 |
| Poleok    | 0 |
| Első sor  | 0 |
| Győzelmek | 1 |
| Top 5     | 1 |
| Top 10    | 2 |
| Kiesett   | 2 |